# Carbonati

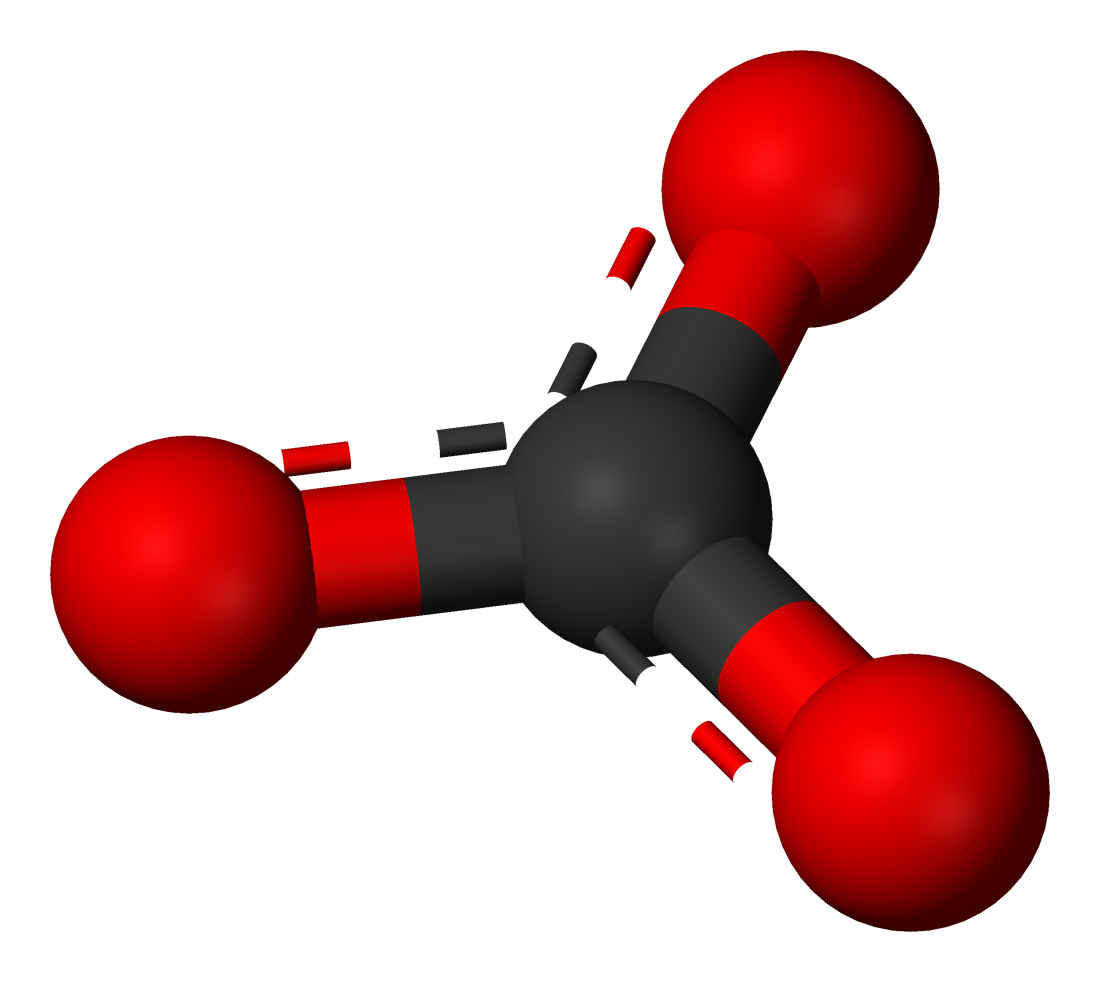
Struttura tridimensionale dello ione carbonato, che evidenzia anche la risonanza con ciascun atomo di ossigeno (sfere rosse) che condivide un doppio legame e con carica negativa delocalizzata sui tre atomi.

I carbonati sono sali derivati dall'acido carbonico.
Il carbonato è un anione di formula CO2−3 caratterizzato da una discreta basicità di Brønsted-Lowry, possedendo costante basica 2,27×10−4.
Il carbonato può reagire con gli acidi divenendo dapprima idrogenocarbonato (HCO−3) e per neutralizzazione totale formando anidride carbonica e acqua. Un acido più la base (carbonato) o l'anfotero (idrogenocarbonato o bicarbonato) reagiscono e formano sale, acqua, e anidride carbonica.
Generalmente solo i carbonati dei metalli alcalini e di ammonio sono solubili in acqua, mentre i carbonati insolubili sono generalmente quelli dei metalli alcalino-terrosi.